# Football Club Crotone 2019-2020
Questa voce raccoglie le informazioni riguardanti il Football Club Crotone nelle competizioni ufficiali della stagione 2019-2020.

## Stagione
La stagione 2019-2020 è per il Crotone la 14ª partecipazione alla seconda serie del campionato italiano di calcio.
Il ritiro precampionato, iniziato il 14 luglio 2019, si è svolto nel comune di Cotronei.
Durante il ritiro la squadra ha sostenuto tre amichevoli: il 21 luglio contro lo Scandale, il 24 luglio contro il Morrone, mentre il 28 luglio si è misurato col Rende.
Nel Marzo 2020 il campionato viene sospeso a causa della pandemia di COVID-19 del 2020 in Italia, con il Crotone secondo in classifica con un punto in più del Frosinone terzo in classifica.
Con la ripresa del campionato a giugno, il 24 Luglio 2020 il Crotone può festeggiare la promozione in Serie A dopo due anni dall'ultima volta. Termina il campionato di Serie B al secondo posto in classifica con 68 punti, dietro il Benevento con un distacco di 18 punti e davanti allo Spezia con 7 punti di distacco.

## Divise e sponsor
Lo sponsor tecnico per la stagione 2019-2020 è Zeus Sport, mentre gli sponsor ufficiali sono San Vincenzo Salumi (main sponsor), Envì Group (co-sponsor) e Vumbaca Ford (back sponsor). Confermato per tutte le squadre di serie B il top sleeve sponsor "Facile ristrutturare" sulla manica sinistra.
| Casa | Trasferta | Terza divisa |

## Organigramma societario
Organigramma societario tratto dal sito ufficiale.
Area direttiva
- Presidente: Gianni Vrenna
- Consiglieri: Antonio Vrenna, Raffaele Marino
- Direttore generale: Raffaele Vrenna jr.
- Segretario generale: Emanuele Roberto
- Segretario sportivo: Anselmo Iovine

Area comunicazione e marketing
- Responsabile marketing: Luigi Pignolo
- Responsabile comunicazione: Rocco Meo
- Responsabile ufficio stampa: Luciano Ierardi
- Responsabile creativo: Giuseppe Sansalone
- Ufficio stampa e area web: Idemedia
- Responsabile biglietteria: Rosario Panebianco
- S.L.O.: Sandro Oliverio

Area sportiva
- Direttore sportivo: Beppe Ursino
- Team manager: Gianluca Macri

Area tecnica
- Allenatore: Giovanni Stroppa
- Allenatore in seconda: Andrea Guerra
- Collaboratore tecnico: Giuseppe Brescia
- Allenatore Portieri: Antonio Macrì
- Preparatori Atletici: Fabio Allevi, Sergio Mascheroni, Elmiro Trombino

Area sanitaria
- Responsabile sanitario: Massimo Iera
- Medici sociali: Massimo Bisceglia, Loris Broccolo, Massimo Terra, Francesco Zaccaria
- Nutrizionista: Vincenzo Pace
- Medico chirurgo vascolare: Elia Diaco
- Fisioterapisti: Armando Cistaro, Matteo Errico, Riccardo Pupo
- Osteopata: Rocco Massara

## Rosa
Rosa e numerazione aggiornate al 31 gennaio 2020..
| N. |                       | Ruolo | Calciatore             |
| -- | --------------------- | ----- | ---------------------- |
| 1  | Italia (bandiera)     | P     | Alex Cordaz (capitano) |
| 2  | Argentina (bandiera)  | D     | Marcos Curado          |
| 3  | Italia (bandiera)     | D     | Giuseppe Cuomo         |
| 5  | Serbia (bandiera)     | D     | Vladimir Golemić       |
| 6  | Francia (bandiera)    | D     | Guillaume Gigliotti    |
| 7  | Italia (bandiera)     | A     | Mattia Mustacchio      |
| 8  | Argentina (bandiera)  | D     | Nicolás Spolli         |
| 9  | Italia (bandiera)     | A     | Andrea Nalini          |
| 9  | Svezia (bandiera)     | A     | Samuel Armenteros      |
| 10 | Libia (bandiera)      | C     | Ahmad Benali           |
| 11 | Italia (bandiera)     | A     | Luca Vido              |
| 11 | Montenegro (bandiera) | A     | Marko Janković         |
| 12 | Italia (bandiera)     | P     | Giacomo Figliuzzi      |
| 13 | Italia (bandiera)     | D     | Gabriele Bellodi       |
| 14 | Italia (bandiera)     | C     | Giovanni Crociata      |
| 15 | Croazia (bandiera)    | C     | Mateo Itrak            |
| 16 | Francia (bandiera)    | C     | Jeremy Petris          |

| N. |                        | Ruolo | Calciatore         |
| -- | ---------------------- | ----- | ------------------ |
| 16 | Italia (bandiera)      | C     | Alberto Gerbo      |
| 17 | Italia (bandiera)      | C     | Salvatore Molina   |
| 18 | Italia (bandiera)      | C     | Andrea Barberis    |
| 19 | Croazia (bandiera)     | C     | Tomislav Gomelt    |
| 20 | Argentina (bandiera)   | A     | Maxi López         |
| 21 | Italia (bandiera)      | C     | Niccolò Zanellato  |
| 22 | Italia (bandiera)      | P     | Marco Festa        |
| 23 | Italia (bandiera)      | D     | Antonio Mazzotta   |
| 25 | Nigeria (bandiera)     | A     | Simy               |
| 26 | Francia (bandiera)     | C     | Jean-Lambert Evans |
| 27 | Italia (bandiera)      | A     | Zak Ruggiero       |
| 28 | Paesi Bassi (bandiera) | D     | Moreno Rutten      |
| 29 | Italia (bandiera)      | D     | Federico Panza     |
| 30 | Brasile (bandiera)     | C     | Junior Messias     |
| 33 | Croazia (bandiera)     | A     | Luka Marković      |
| 34 | Italia (bandiera)      | C     | Luca Marrone       |

## Calciomercato

### Sessione estiva(dal 1/7 al 31/8)
| Acquisti | Acquisti             | Acquisti      | Acquisti      |
| R.       | Nome                 | da            | Modalità      |
| -------- | -------------------- | ------------- | ------------- |
| P        | Aniello Viscovo      | Avellino      | fine prestito |
| D        | Alessandro Garattoni | Imolese       | fine prestito |
| D        | Gabriele Bellodi     | Milan         | prestito      |
| D        | Moreno Rutten        | VVV-Venlo     | definitivo    |
| D        | Jean Lambert Evans   | Gozzano       | fine prestito |
| D        | Marcos Curado        | Genoa         | prestito      |
| D        | Guillaume Gigliotti  | Salernitana   | definitivo    |
| D        | Antonio Mazzotta     | Palermo       | definitivo    |
| D        | Jeremy Petris        | Gozzano       | fine prestito |
| C        | Luca Marrone         | Verona        | prestito      |
| C        | Junior Messias       | Gozzano       | fine prestito |
| C        | Giuseppe Borello     | Rende         | fine prestito |
| C        | Giovanni Crociata    | Carpi         | fine prestito |
| A        | Luka Markovic        | Juventus      | fine prestito |
| A        | Maxi López           | Vasco da Gama | definitivo    |
| A        | Luca Vido            | Atalanta      | prestito      |

| Cessioni | Cessioni               | Cessioni         | Cessioni      |
| R.       | Nome                   | a                | Modalità      |
| -------- | ---------------------- | ---------------- | ------------- |
| D        | Bruno Martella         | Brescia          | riscatto      |
| D        | Mario Sampirisi        | Monza            | definitivo    |
| D        | Cazim Suljic           | Alessandria      | definitivo    |
| D        | Sauli Väisänen         | SPAL             | fine prestito |
| D        | Zinédine Machach       | Napoli           | fine prestito |
| D        | Federico Valietti      | Genoa            | fine prestito |
| D        | Riccardo Marchizza     | Sassuolo         | fine prestito |
| D        | Alessandro Tripaldelli | Sassuolo         | fine prestito |
| C        | Marcus Rohdén          |                  | svincolato    |
| C        | Marco Firenze          | Salernitana      | definitivo    |
| C        | Aristóteles Romero     | Partizani Tirana | prestito      |
| A        | Ante Budimir           | Maiorca          | definitivo    |
| A        | Nicola Nanni           | Monopoli         | prestito      |
| A        | Samuel Mráz            | Empoli           | fine prestito |
| A        | Stefano Pettinari      | Lecce            | fine prestito |

### Sessione invernale (dal 2/1 al 31/1)
| Acquisti | Acquisti          | Acquisti  | Acquisti |
| R.       | Nome              | da        | Modalità |
| -------- | ----------------- | --------- | -------- |
| A        | Samuel Armenteros | Benevento | prestito |
| A        | Marko Janković    | SPAL      | prestito |
| C        | Alberto Gerbo     | Ascoli    | prestito |

| Cessioni | Cessioni       | Cessioni     | Cessioni      |
| R.       | Nome           | a            | Modalità      |
| -------- | -------------- | ------------ | ------------- |
| A        | Luca Vido      | Atalanta     | fine prestito |
| A        | Andrea Nalini  | L.R. Vicenza | definitivo    |
| C        | Jeremie Petris | Bisceglie    | prestito      |

## Risultati

### Serie B

#### Girone di andata
| Crotone 24 agosto 2019, ore 18:00 CEST 1ª giornata | Crotone            | 0 – 0 referto | Cosenza | Stadio Ezio Scida (10.547 spett.)\| Arbitro: \| Marinelli (Tivoli) \| |
| Arbitro:                                           | Marinelli (Tivoli) |               |         |                                                                       |

| Arbitro: | Volpi (Arezzo) |

|              |           |               |
| F. Ricci 44’ | Marcatori | 24’, 29’ Simy |

| Crotone 15 settembre 2019, ore 15:00 CEST 3ª giornata | Crotone         | 0 – 0 referto | Empoli | Stadio Ezio Scida (6212 spett.)\| Arbitro: \| Pezzuto (Lecce) \| |
| Arbitro:                                              | Pezzuto (Lecce) |               |        |                                                                  |

| Arbitro: | Sacchi (Macerata) |

|                          |           |               |
| Ceravolo 22’ Palombi 43’ | Marcatori | 28’ Zanellato |

| Arbitro: | Baroni (Firenze) |

|                               |           |  |
| Mustacchio 90+1’ Benali 90+4’ | Marcatori |  |

| Arbitro: | Prontera (Bologna) |

|  |           |                              |
|  | Marcatori | 17’, 56’ Benali 86’ Crociata |

| Arbitro: | Camplone (Pescara) |

|                            |           |                |
| Simy 27’, 38’ Crociata 63’ | Marcatori | 79’ G. De Luca |

| Arbitro: | Minelli (Varese) |

|              |           |             |
| De Vitis 30’ | Marcatori | 71’ Golemić |

| Arbitro: | Sozza (Seregno) |

|                           |           |                      |
| Simy 35’, 55’ Golemic 84’ | Marcatori | 9’ Aramu 68’ Capello |

| Arbitro: | Marinelli (Tivoli) |

|                               |           |                 |
| Giaccherini 72’ Rodríguez 81’ | Marcatori | 25’ (rig.) Simy |

| Arbitro: | Pezzuto (Lecce) |

|                       |           |                                           |
| Mustacchio 58’, 90+4’ | Marcatori | 13’ Iemmello 53’ Melchiorri 65’ Di Chiara |

| Arbitro: | Serra (Torino) |

|                                           |           |                    |
| Crociata 6’ Simy 34’ Valentini 87’ (aut.) | Marcatori | 39’ (aut.) Marrone |

| Arbitro: | Fourneau (Roma) |

|                                   |           |  |
| N. Viola 11’ (rig.) Improta 90+4’ | Marcatori |  |

| Arbitro: | Ayroldi (Molfetta) |

|             |           |           |
| Marrone 47’ | Marcatori | 87’ Luppi |

| Arbitro: | Camplone (Pescara) |

|                       |           |  |
| Mustacchio 44’ (aut.) | Marcatori |  |

| Arbitro: | Aureliano (Bologna) |

|                             |           |                                    |
| Jallow 64’ Gondo 74’, 90+4’ | Marcatori | 14’ Golemic 86’ (aut.) Jaroszyński |

| Arbitro: | Minelli (Varese) |

|                        |           |            |
| Cuomo 23’ Crociata 26’ | Marcatori | 12’ Marras |

| Arbitro: | Ghersini (Genova) |

|              |           |                          |
| Paganini 44’ | Marcatori | 24’ Mazzotta 90’ Marrone |

| Arbitro: | Maggioni (Lecco) |

|                                          |           |  |
| Messias 48’ Mazzotta 78’ Simy 83’ (rig.) | Marcatori |  |

#### Girone di ritorno
| Arbitro: | Abbattista (Molfetta) |

|  |           |             |
|  | Marcatori | 12’ Messias |

| Arbitro: | Serra (Torino) |

|                       |           |                      |
| Maxi López 47’ (rig.) | Marcatori | 34’ Nzola 78’ Ragusa |

| Arbitro: | Marinelli (Tivoli) |

|                                      |           |              |
| Tutino 17’ Mancuso 20’ Henderson 61’ | Marcatori | 39’ Crociata |

| Arbitro: | Ghersini (Genova) |

|          |           |  |
| Simy 87’ | Marcatori |  |

| Arbitro: | Massimi (Termoli) |

|                              |           |                           |
| Forte 14’ Calò 37’ Addae 89’ | Marcatori | 24’ Armenteros 34’ Benali |

| Arbitro: | Robilotta (Sala Consilina) |

|                                               |           |            |
| Simy 9’ Messias 33’ Armenteros 35’ Benali 52’ | Marcatori | 75’ Galano |

| Arbitro: | Aureliano (Bologna) |

|                 |           |                         |
| Pellizzer 90+5’ | Marcatori | 10’ Armenteros 83’ Simy |

| Arbitro: | Prontera (Bologna) |

|            |           |  |
| Simy 90+4’ | Marcatori |  |

| Arbitro: | Serra (Torino) |

|              |           |                             |
| Caligara 83’ | Marcatori | 12’, 47’ Benali 36’ Marrone |

| Arbitro: | Ros (Pordenone) |

|            |           |           |
| Molina 21’ | Marcatori | 88’ Ceter |

| Perugia 26 giugno 2020, ore 21:00 CEST 30ª giornata | Perugia             | 0 – 0 referto | Crotone | Stadio Renato Curi (0 spett.)\| Arbitro: \| Di Martino (Teramo) \| |
| Arbitro:                                            | Di Martino (Teramo) |               |         |                                                                    |

| Arbitro: | Sozza (Seregno) |

|            |           |              |
| Trotta 78’ | Marcatori | 60’ Barberis |

| Arbitro: | Aureliano (Bologna) |

|                    |           |  |
| Simy 14’, 18’, 71’ | Marcatori |  |

| Arbitro: | Serra (Torino) |

|            |           |                           |
| Panico 65’ | Marcatori | 11’ (49) Messias 37’ Simy |

| Arbitro: | Abbattista (Bari) |

|          |           |  |
| Simy 45’ | Marcatori |  |

| Arbitro: | Prontera (Bologna) |

|             |           |             |
| Messias 53’ | Marcatori | 46’ Maistro |

| Arbitro: | Camplone (Pescara) |

|             |           |                                                  |
| Trovato 12’ | Marcatori | 31’ Zanellato 35’, 59’ Simy 40’ Gerbo 55’ Molina |

| Arbitro: | Di Martino (Teramo) |

|            |           |  |
| Gomelt 80’ | Marcatori |  |

| Arbitro: | Ros (Pordenone) |

|                              |           |  |
| Taugourdeau 54’ Dalmonte 58’ | Marcatori |  |

### Coppa Italia
| Arbitro: | Pezzuto (Lecce) |

|                                              |           |                                          |
| Barberis 2’ Simy 7’ Golemić 33’ Ruggiero 75’ | Marcatori | 10’ Borghini 17’ (rig.) Belloni 23’ Zini |

| Arbitro: | Sacchi (Macerata) |

|           |           |                                                |
| Molina 8’ | Marcatori | 37’ Caprari 42’ (rig.) Quagliarella 60’ Maroni |

## Statistiche

### Statistiche di squadra
Statistiche aggiornate al 31 luglio 2020.
| Competizione | Punti       | In casa | In casa | In casa | In casa | In casa | In casa | In trasferta | In trasferta | In trasferta | In trasferta | In trasferta | In trasferta | Totale | Totale | Totale | Totale | Totale | Totale | DR  |
| Competizione | Punti       | G       | V       | N       | P       | Gf      | Gs      | G            | V            | N            | P            | Gf           | Gs           | G      | V      | N      | P      | Gf     | Gs     | DR  |
| ------------ | ----------- | ------- | ------- | ------- | ------- | ------- | ------- | ------------ | ------------ | ------------ | ------------ | ------------ | ------------ | ------ | ------ | ------ | ------ | ------ | ------ | --- |
| Serie B      | 68          | 19      | 12      | 5       | 2       | 33      | 14      | 19           | 8            | 3            | 8            | 30           | 26           | 38     | 20     | 8      | 10     | 63     | 40     | +23 |
| Coppa Italia | Terzo Turno | 2       | 1       | 0       | 1       | 5       | 6       | 0            | 0            | 0            | 0            | 0            | 0            | 2      | 1      | 0      | 1      | 5      | 6      | -1  |
| Totale       | 68          | 21      | 13      | 5       | 3       | 38      | 20      | 19           | 8            | 3            | 8            | 30           | 26           | 40     | 21     | 8      | 11     | 68     | 46     | +22 |

### Andamento in campionato
| Giornata  | 1  | 2 | 3  | 4  | 5 | 6 | 7 | 8 | 9 | 10 | 11 | 12 | 13 | 14 | 15 | 16 | 17 | 18 | 19 | 20 | 21 | 22 | 23 | 24 | 25 | 26 | 27 | 28 | 29 | 30 | 31 | 32 | 33 | 34 | 35 | 36 | 37 | 38 |
| --------- | -- | - | -- | -- | - | - | - | - | - | -- | -- | -- | -- | -- | -- | -- | -- | -- | -- | -- | -- | -- | -- | -- | -- | -- | -- | -- | -- | -- | -- | -- | -- | -- | -- | -- | -- | -- |
| Luogo     | C  | T | C  | T  | C | T | C | T | C | T  | C  | C  | T  | C  | T  | T  | C  | T  | C  | T  | C  | T  | C  | T  | C  | T  | C  | T  | C  | T  | T  | C  | T  | C  | C  | T  | C  | T  |
| Risultato | N  | V | N  | P  | V | V | V | N | V | P  | P  | V  | P  | N  | P  | P  | V  | V  | V  | V  | P  | P  | V  | P  | V  | V  | V  | V  | N  | N  | N  | V  | V  | V  | N  | V  | V  | P  |
| Posizione | 11 | 7 | 10 | 12 | 8 | 5 | 2 | 2 | 1 | 3  | 3  | 2  | 3  | 2  | 7  | 10 | 6  | 4  | 3  | 3  | 3  | 3  | 2  | 4  | 4  | 3  | 3  | 2  | 2  | 2  | 2  | 2  | 2  | 2  | 2  | 2  | 2  | 2  |

Fonte:  Serie B, su calcio.com.
Legenda:

Luogo: C = Casa; T = Trasferta. Risultato: V = Vittoria; N = Pareggio; P = Sconfitta.

### Statistiche dei giocatori
In corsivo i giocatori ceduti a stagione in corso.
| Giocatore     | Serie B  | Serie B | Serie B     | Serie B    | Coppa Italia | Coppa Italia | Coppa Italia | Coppa Italia | Totale   | Totale | Totale      | Totale     |
| Giocatore     | Presenze | Reti    | Ammonizioni | Espulsioni | Presenze     | Reti         | Ammonizioni  | Espulsioni   | Presenze | Reti   | Ammonizioni | Espulsioni |
| ------------- | -------- | ------- | ----------- | ---------- | ------------ | ------------ | ------------ | ------------ | -------- | ------ | ----------- | ---------- |
| S. Armenteros | 11       | 3       | 1           | 0          | 0            | 0            | 0            | 0            | 11       | 3      | 1           | 0          |
| A. Barberis   | 37       | 1       | 7           | 0          | 2            | 1            | 0            | 0            | 39       | 2      | 7           | 0          |
| G. Bellodi    | 2        | 0       | 1           | 0          | 1            | 0            | 1            | 0            | 3        | 0      | 2           | 0          |
| A. Benali     | 28       | 7       | 5           | 0          | 2            | 0            | 2            | 0            | 30       | 7      | 7           | 0          |
| G. Borello    | 0        | 0       | 0           | 0          | 0            | 0            | 0            | 0            | 0        | 0      | 0           | 0          |
| A. Cordaz     | 36       | -38     | 0           | 0          | 2            | -6           | 0            | 0            | 38       | -44    | 0           | 0          |
| G. Crociata   | 30       | 5       | 6           | 0          | 0            | 0            | 0            | 0            | 30       | 5      | 6           | 0          |
| C. Cuomo      | 21       | 1       | 6           | 0          | 1            | 0            | 0            | 0            | 22       | 1      | 6           | 0          |
| M. Curado     | 12       | 0       | 2           | 0          | 0            | 0            | 0            | 0            | 12       | 0      | 2           | 0          |
| J.L. Evans    | 4        | 0       | 1           | 0          | 0            | 0            | 0            | 0            | 4        | 0      | 1           | 0          |
| M. Festa      | 0        | 0       | 0           | 0          | 0            | 0            | 0            | 0            | 0        | 0      | 0           | 0          |
| G. Figliuzzi  | 0        | 0       | 0           | 0          | 0            | 0            | 0            | 0            | 0        | 0      | 0           | 0          |
| A. Garattoni  | 0        | 0       | 0           | 0          | 0            | 0            | 0            | 0            | 0        | 0      | 0           | 0          |
| A. Gerbo      | 14       | 1       | 3           | 0          | 0            | 0            | 0            | 0            | 14       | 1      | 3           | 0          |
| G. Gigliotti  | 20       | 0       | 4           | 1          | 2            | 0            | 0            | 0            | 22       | 0      | 4           | 1          |
| V. Golemic    | 34       | 3       | 3           | 1          | 2            | 1            | 0            | 0            | 36       | 4      | 3           | 1          |
| T. Gomelt     | 17       | 1       | 0           | 0          | 1            | 0            | 0            | 0            | 18       | 1      | 0           | 0          |
| A. Kargbo     | 0        | 0       | 0           | 0          | 0            | 0            | 0            | 0            | 0        | 0      | 0           | 0          |
| J. Messias    | 34       | 6       | 7           | 1          | 2            | 0            | 0            | 0            | 36       | 6      | 7           | 1          |
| F. Latella    | 0        | 0       | 0           | 0          | 0            | 0            | 0            | 0            | 0        | 0      | 0           | 0          |
| M. López      | 14       | 1       | 0           | 0          | 0            | 0            | 0            | 0            | 14       | 1      | 0           | 0          |
| L. Markovic   | 0        | 0       | 0           | 0          | 0            | 0            | 0            | 0            | 0        | 0      | 0           | 0          |
| L. Marrone    | 1        | 0       | 0           | 0          | 0            | 0            | 0            | 0            | 1        | 0      | 0           | 0          |
| A. Mazzotta   | 32       | 2       | 1           | 0          | 0            | 0            | 0            | 0            | 32       | 2      | 1           | 0          |
| H. Milić      | 0        | 0       | 0           | 0          | 0            | 0            | 0            | 0            | 0        | 0      | 0           | 0          |
| S. Molina     | 36       | 2       | 7           | 1          | 2            | 1            | 0            | 0            | 38       | 3      | 7           | 1          |
| M. Mustacchio | 34       | 3       | 5           | 0          | 2            | 0            | 0            | 0            | 36       | 3      | 5           | 0          |
| A. Nalini     | 6        | 0       | 0           | 0          | 0            | 0            | 0            | 0            | 6        | 0      | 0           | 0          |
| N. Nanni      | 0        | 0       | 0           | 0          | 1            | 0            | 0            | 0            | 1        | 0      | 0           | 0          |
| J. Petris     | 0        | 0       | 0           | 0          | 0            | 0            | 0            | 0            | 0        | 0      | 0           | 0          |
| Z. Ruggiero   | 2        | 0       | 1           | 0          | 2            | 1            | 0            | 0            | 4        | 1      | 1           | 0          |
| N. Rutten     | 0        | 0       | 0           | 0          | 2            | 0            | 1            | 0            | 2        | 0      | 1           | 0          |
| Simy          | 37       | 20      | 6           | 0          | 1            | 1            | 0            | 0            | 38       | 21     | 6           | 0          |
| N. Spolli     | 7        | 0       | 1           | 0          | 1            | 0            | 0            | 0            | 8        | 0      | 1           | 0          |
| A. Tripicchio | 0        | 0       | 0           | 0          | 0            | 0            | 0            | 0            | 0        | 0      | 0           | 0          |
| L. Vido       | 13       | 0       | 1           | 0          | 0            | 0            | 0            | 0            | 13       | 0      | 1           | 0          |
| A. Viscovo    | 0        | 0       | 0           | 0          | 0            | 0            | 0            | 0            | 0        | 0      | 0           | 0          |
| N. Zanellato  | 19       | 2       | 5           | 1          | 2            | 0            | 0            | 0            | 21       | 2      | 5           | 1          |

## Giovanili

### Organigramma
Area sportiva
- Responsabile settore giovanile: Francesco Farina
- Segretario sportivo: Carlo Taschetti
- Team manager: Piergiuseppe Ceraso

Area tecnica
Settore giovanile
- Primavera
  - Allenatore: Ivan Moschella[28]